# Convair X-6
Il Convair X-6 era il nome di un progetto statunitense dei primi anni cinquanta per la realizzazione di un aereo a propulsione nucleare.
Il progetto dell'X-6 avrebbe dovuto costituire la seconda fase del progetto Aircraft Nuclear Propulsion, ma non andò oltre la fasi preliminari di studio della fattibilità e la realizzazione di un propulsore alimentato tramite un reattore nucleare.

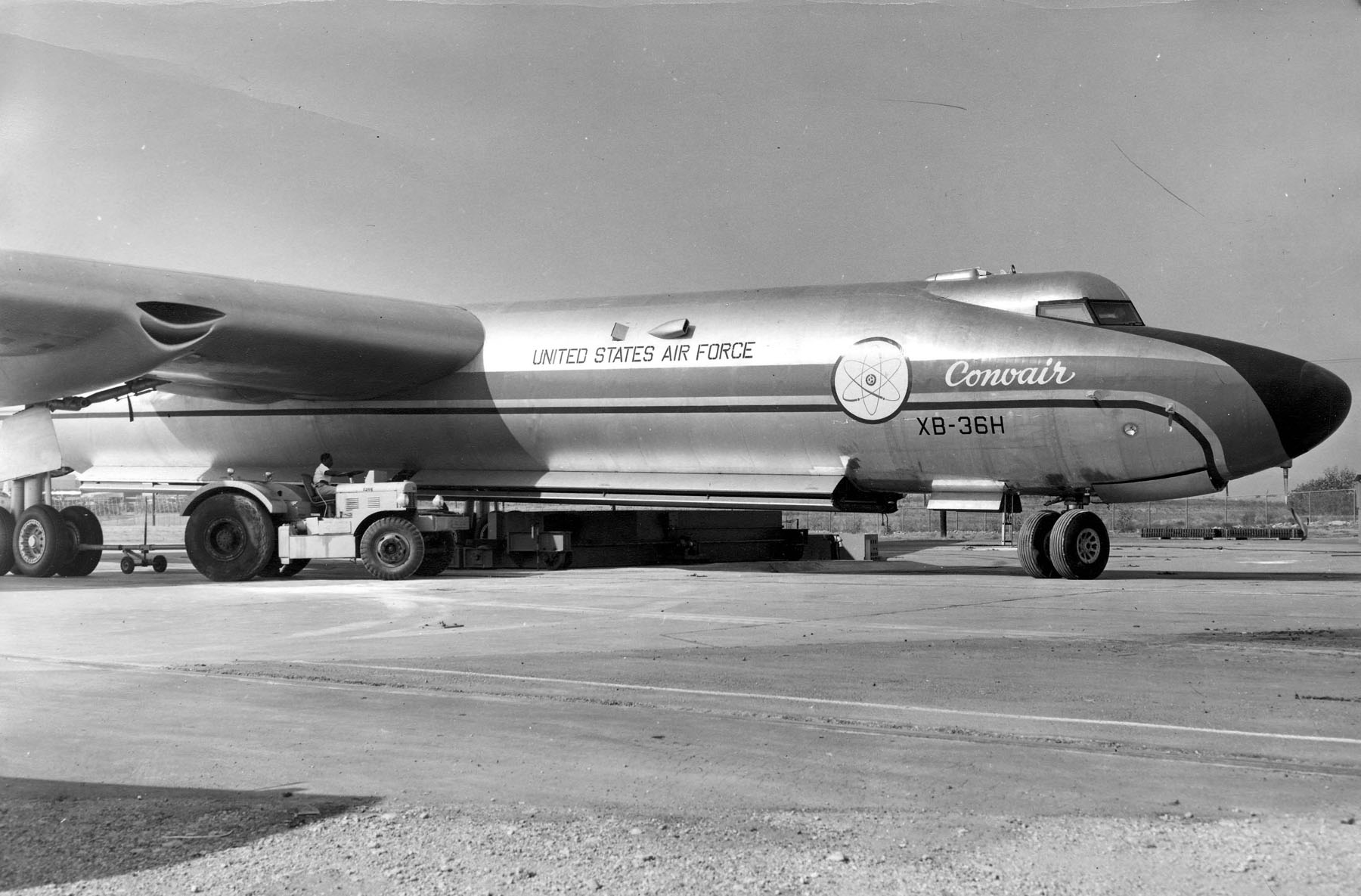
Primo piano del NB-36H, banco di prova volante per il progetto X-6.

Nell'ambito del progetto venne utilizzato un bombardiere strategico Convair B-36, opportunamente modificato, come banco di prova volante per un reattore nucleare aviotrasportato. Ribattezzato Convair NB-36H, quest'aereo effettuò 47 voli tra il 1955 e il 1957 ed il reattore installato, pur perfettamente funzionante, non era utilizzato per fornire propulsione.

## Storia del progetto

### Il progetto dell'X-6
I primi studi sulle possibilità di utilizzo dell'energia nucleare per la propulsione di un aereo di grandi dimensioni, quale un bombardiere intercontinentale, risalgono alla fine degli anni '40. Tale idea all'epoca appariva particolarmente promettente, in quanto avrebbe consentito di realizzare velivoli in grado di volare per giorni anziché ore, in un'epoca in cui le tecniche di rifornimento in volo erano ancora agli inizi.
Tra il 1946 e il 1948 l'USAAF (United States Army Air Force), diventata USAF (United States Air Force) nel 1947, ordinò uno studio preliminare che coinvolse la Fairchild e l'AEC (Atomic Energy Commission). Lo studio, che prese il nome di NEPA (Nuclear Energy for the Propulsion of Aircraft) (Energia nucleare per la propulsione aeronautica), ricevette nel 1948 il parere positivo del Massachusetts Institute of Technology che riteneva che un simile velivolo potesse essere messo a punto nell'arco di 15 anni.
Primo passo per la realizzazione del velivolo, furono, nel 1951 un contratto con la General Electric per la realizzazione di un motore aeronautico basato su un reattore nucleare e uno con la Convair e la Lockheed Corporation per la realizzazione di un aereo adatto ad ospitarlo. Il progetto venne rinominato ANP (Aircraft Nuclear Propulsion) e prevedeva i primi voli a partire dal 1956, ma radioattività e peso rappresentavano problemi quasi insormontabili.
La radioattività di un simile sistema non rappresentava solo un pericolo per l'equipaggio, ma anche per la struttura stessa del velivolo. Ad esempio gli pneumatici del carrello d'atterraggio rischiavano di divenire inutilizzabili.
All'inizio del 1959, erano stati spesi quasi 900 milioni di dollari e sebbene i principali problemi tecnici apparissero ormai risolti occorreva ancora investire su nuovi materiali. I costi aggiuntivi e lo sviluppo dei missili balistici intercontinentali, che avevano fatto venire meno la necessità di un simile velivolo, contribuirono alla definitiva chiusura del programma nel marzo 1961.

### Il Convair NB-36H

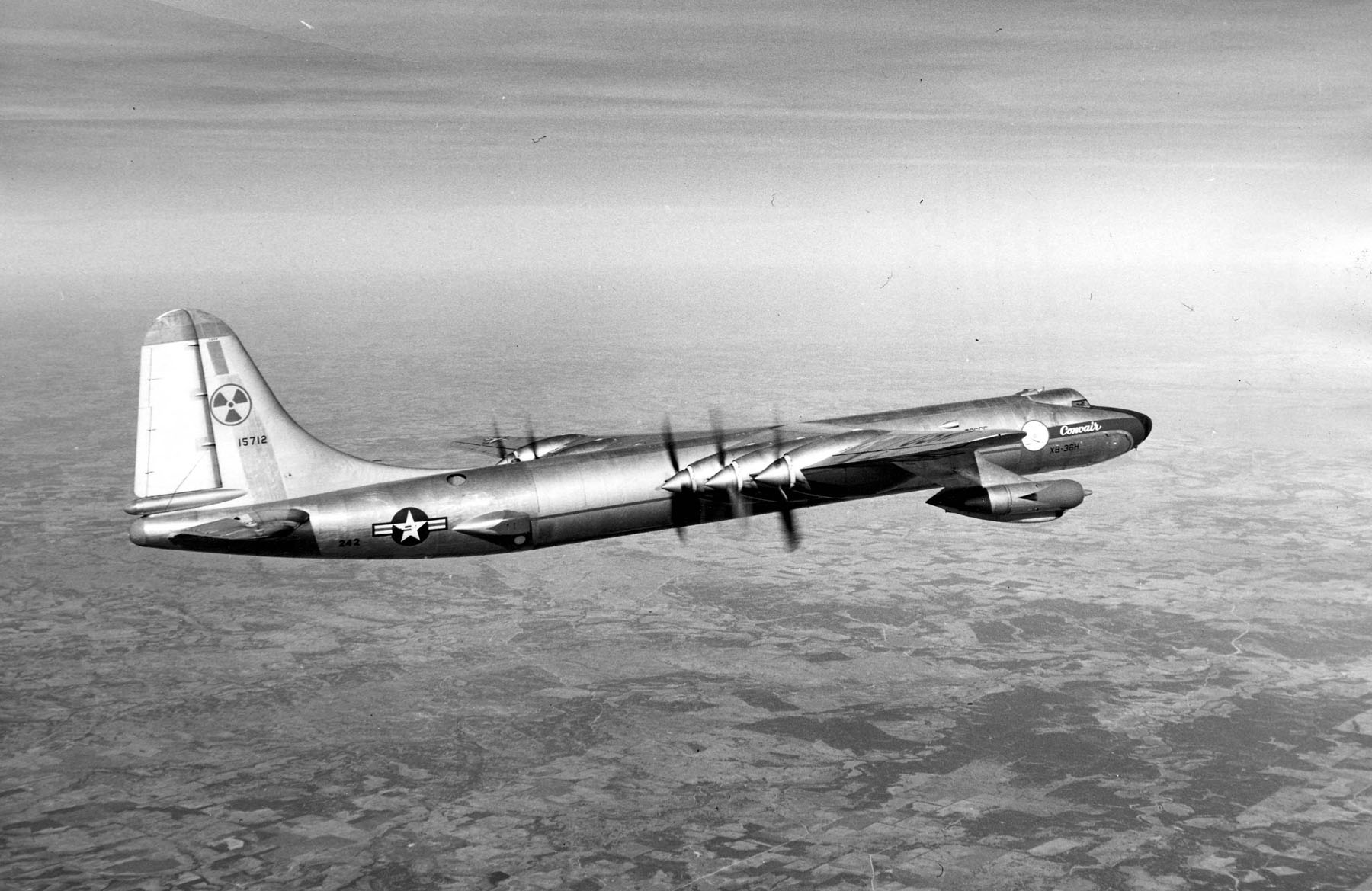
L'NB-36H in volo.

La Convair ricevette l'ordine per i prototipi di due X-6 nel 1951. I due velivoli dovevano essere basati sulla struttura dei Convair B-36, il più grande bombardiere strategico intercontinentale allora in dotazione all'USAF. Nell'ambito del progetto decise di utilizzare un terzo B-36H, matricola 51-5712 come banco di prova volante per lo studio di un'adeguata schermatura dalle radiazioni. L'aereo aveva il solo compito di trasportare un reattore nucleare in funzione, che però non contribuiva alla propulsione. Nel 1953, l'aereo, con la designazione di XB-36H, venne assegnato all'ANP (Aircraft Nuclear Propulsion).
Il primo volo, di una serie di 47, fu compiuto il 17 settembre 1955. I voli avvenivano sempre su zone scarsamente popolate, e l'XB-36H era "accompagnato" da un trasporto Boeing C-97 Stratofreighter con un plotone di Marines paracadutisti. Questi avevano il compito di isolare immediatamente la zona in caso di disastro.
L'aereo, che portava il simbolo di "pericolo radiazioni" sulla deriva ed era stato ribattezzato "Crusader" (Crociato), venne ridesignato NB-36H nel 1956.
Dopo l'ultimo volo del 28 marzo 1957, venne smantellato dopo poco e le parti che risultarono essere radioattive vennero sepolte.
Negli anni sessanta i sovietici svolsero test simili con un Tupolev Tu-95 modificato, che assunse la designazione di Tupolev Tu-95LAL.

## Tecnica

### Motori
Il primo progetto della General Electric per il motore nucleare, prevedeva di utilizzare l'aria proveniente dallo stadio compressore di turbogetti J-53 per farla passare direttamente attraverso il reattore, in modo che venisse surriscaldata per venire poi espulsa attraverso gli ugelli.
Nel 1953 si affiancò la proposta di un motore sviluppato dalla Pratt & Whitney, in contatto con l'AEC per altri progetti, che prevedeva di utilizzare un circuito di riscaldamento per l'aria, anziché farla passare direttamente in prossimità del reattore. Il progetto prevedeva che l'aria venisse riscaldata per mezzo di tubi in cui scorreva un metallo liquido, il sodio. Questo sistema garantiva una migliore efficienza nel riscaldamento e consentiva quindi di utilizzare un reattore più piccolo. Inoltre richiedeva un sistema di schermatura delle radiazioni più leggero, ma non portava vantaggi in termini di peso in quanto il sistema di tubazioni era molto complesso.
L'unico motore ad essere realizzato e a essere testato a terra fu quello della General Electric, che venne designato X-39. Come compressori impiegava turbogetti J-47, montati allora sui Boeing B-47 Stratojet. Il motore venne testato tra il 1955 ed il 1957.

### Sistemi e impianti
Nella stiva bombe del B-36 era installato un reattore nucleare da 1 000 kW e del peso di circa 16 ton, che poteva essere rimosso a terra. Lungo la fusoliera erano presenti numerose prese d'aria ed ugelli di scarico per il raffreddamento del reattore, e il compartimento dell'equipaggio era separato da un disco di piombo del peso di 4 tonnellate.
In aggiunta al disco, il compartimento per i 5 uomini d'equipaggio era stato sottoposto a radicali modifiche. Interamente circondato da strati di piombo e di gomma, prevedeva solo un piccolo parabrezza con spessi vetri al piombo, a differenza dell'ampia vetratura del bombardiere di serie. Era installato un sistema televisivo a circuito chiuso per il controllo del reattore, che veniva attivato solo dopo che l'aereo avesse raggiunto l'altitudine di crociera.